# 宋繼先
宋繼先（1522年—？），字子孝，號孝泉，山東萊州府濰縣人，軍籍，明朝政治人物。

## 生平
嘉靖二十二年（1543年）癸卯科山東鄉試第十九名舉人。嘉靖二十九年（1550年）中式庚戌科會試第二百十名，三甲第一百四十八名進士。由陝西鳳翔府推官，三十五年六月選戶科給事中，三十六年三月升工科右，八月升户科左，三十七年七月擢通政司右參議，降和州知州，累遷浙江僉事，因病辭職。

## 家族
曾祖宋英，巡檢；祖父宋鐸；父宋大強，母唐氏。